# Moedas de euro do Vaticano
O Euro (EUR ou €) é a moeda comum para as nações que pertencem à União Europeia e que aderiram à zona Euro. As moedas de euro têm dois lados diferentes: um lado comum, europeu, mostrando o valor da moeda, e um lado nacional, mostrando um desenho escolhido pelo país membro da UE onde a moeda foi cunhada. Cada país membro tem um ou vários desenhos únicos a esse país.
Para visualizar as imagens do lado comum e para ter uma descrição detalhada das moedas, ver moedas de euro.

As Moedas de Euro do Vaticano são compostas de três séries diferentes. A primeira delas, apresenta a efígie do Papa João Paulo II. A segunda, apresenta o emblema da Câmara Apostólica, as armas do cardeal Carmelengo, e os dizeres "Sede Vacante MMV". A terceira série apresenta a efígie do Papa Bento XVI. Todas as moedas têm a inscrição "Città del Vaticano" e as doze estrelas da União Europeia.
Tanto a primeira série quanto a segunda são extremamente raras, sendo que em sites especializados em numismática, estas não são comercializadas por menos de mil euros.
A terceira série, apesar de rara, é mais facilmente encontrada, e seu preço médio é de cerca de 150 euros.

## Primeira série (2002-2005)
| € 0,01                   | € 0,02 | € 0,05                                                                        |
| ------------------------ | ------ | ----------------------------------------------------------------------------- |
|                          |        |                                                                               |
| Efígie de João Paulo II  |        |                                                                               |
| € 0,10                   | € 0,20 | € 0,50                                                                        |
|                          |        |                                                                               |
| Efígie de João Paulo II. |        |                                                                               |
| € 1,00                   | € 2,00 | € 2 Lateral                                                                   |
|                          |        | No lado da moeda está a inscrição "LIBERTAS LIBERTAS" (Liberdade, liberdade). |
| Efígie de João Paulo II. |        |                                                                               |

## Segunda série (2005)
| € 0,01                      | € 0,02 | € 0,05                                                                        |
| --------------------------- | ------ | ----------------------------------------------------------------------------- |
|                             |        |                                                                               |
| Armas do cardeal Camerlengo |        |                                                                               |
| € 0,10                      | € 0,20 | € 0,50                                                                        |
|                             |        |                                                                               |
| Armas do cardeal Camerlengo |        |                                                                               |
| € 1,00                      | € 2,00 | € 2 Lateral                                                                   |
|                             |        | No lado da moeda está a inscrição "LIBERTAS LIBERTAS" (Liberdade, liberdade). |
| Armas do cardeal Camerlengo |        |                                                                               |

## Terceira série(2006-2014)
| € 0,01              | € 0,02 | € 0,05                                                                        |
| ------------------- | ------ | ----------------------------------------------------------------------------- |
|                     |        |                                                                               |
| Efígie de Bento XVI |        |                                                                               |
| € 0,10              | € 0,20 | € 0,50                                                                        |
|                     |        |                                                                               |
| Efígie de Bento XVI |        |                                                                               |
| € 1,00              | € 2,00 | € 2 Lateral                                                                   |
|                     |        | No lado da moeda está a inscrição "LIBERTAS LIBERTAS" (Liberdade, liberdade). |
| Efígie de Bento XVI |        |                                                                               |

## Quarta série(2014-)
| € 0,01                | € 0,02 | € 0,05                                                                        |
| --------------------- | ------ | ----------------------------------------------------------------------------- |
|                       |        |                                                                               |
| Efígie de Francisco I |        |                                                                               |
| € 0,10                | € 0,20 | € 0,50                                                                        |
|                       |        |                                                                               |
| Efígie de Francisco I |        |                                                                               |
| € 1,00                | € 2,00 | € 2 Lateral                                                                   |
|                       |        | No lado da moeda está a inscrição "LIBERTAS LIBERTAS" (Liberdade, liberdade). |
| Efígie de Francisco I |        |                                                                               |